# パーククレット郡
座標: 北緯13度54分45秒 東経100度29分54秒 / 北緯13.91250度 東経100.49833度
パーククレット郡（パーククレットぐん）とは、タイ中部・ノンタブリー県にある郡（アムプー）。

## 名称
パーククレットのパークは「入り口」、クレットとは小川と小川をつなげる運河のことである。この名前は、蛇行していたチャオプラヤー川を運河でつなげて運行距離を短くしたことに因む名前である。
日本語ではパクレット、パークレットなど表記揺れが大きい。

## 歴史

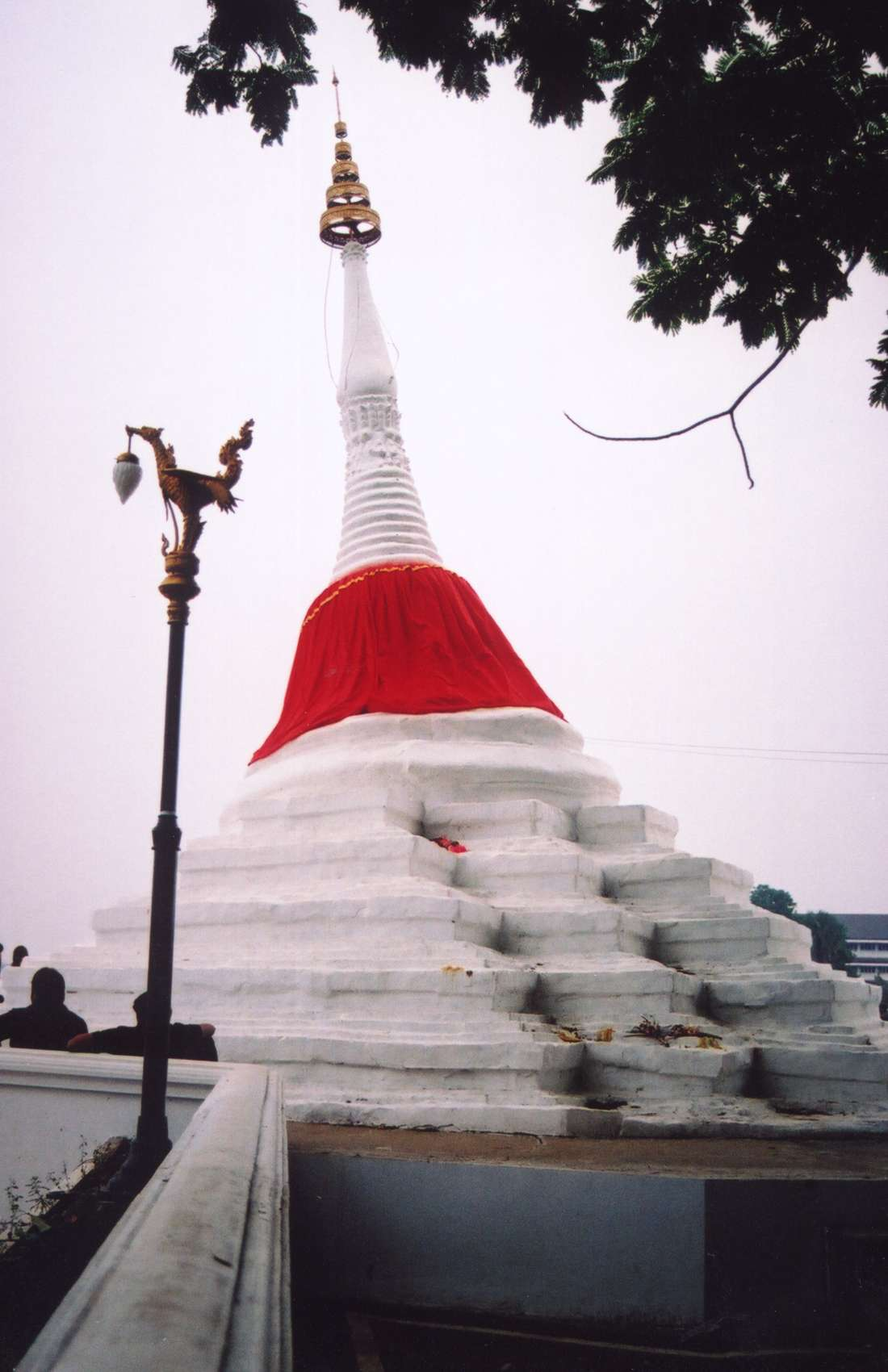
クレット島のチェーディー（仏塔）

1721年蛇行していたチャオプラヤー川をまっすぐにする蛇行していた半円部分に南北に、ラットクレット運河を掘った。その後、掘り出されてチャオプラヤー川の中州となった部分はクレット島と呼ばれるようになった。その後クレット島はモン族の居住地となり、モン族文化である素焼きの名産地となった。
1990年代前半、バンコクの不動産会社、バンコク・ランドによってムアントーンターニーと呼ばれる、高層コンドミニアムなどを中心としたバンコク郊外のニュータウン建設が行われた。また1998年アジア競技大会に合わせてムアントーンターニー・スポーツ・スタジアムやインパクト・アリーナ・ムアントーンターニーも作られた。二施設は現在まで拡張を繰り返し、タイ最大級の複合コンベンションセンターであるインパクト・ムアントーンターニーになっている。これらの発展により、パーククレット中心部は2000年2月20日テーサバーンナコーン（ナコーン自治体）に指定された。

## 地理
チャオプラヤー川の形成した平地にあり、クレット島と呼ばれる人口の中州がある。
市内の主な道路は、南北に延びる国道306号線（ティワーノン通り）で、北はパトゥムターニーまでのび、南はノンタブリーを通りラーマ5世橋を通ってカーンチャナピセーク通りまで通っている。もう一つの主要な道路は、国道304号線（チェーンワッタナ通り、ラーミンタラー通り）はバンコク、ラックシー区を通って、ミンブリー区までのびている。

## 経済
郡内の産業のほとんどは商業や工業である。名産品は素焼きの陶器である。

## 行政区分
郡は12のタムボンと、さらにその下位の85の村（ムーバーン）に分かれる。このうち34の村を統括する5つのタムボンはパーククレット市（テーサバーンナコーン・パーククレット）の域内にあり、その他の7つのタムボンにはそれぞれタムボン行政体(TAO)が設置されている。
★印はパーククレット市に属するタムボンを示す。人口は2024年12月集計。
出典：“ระบบสารสนเทศเพื่อการบริหาร” (タイ語). stat.bora.dopa.go.th. 2025年6月4日閲覧。
| コード | タムボン           | 現地名     | 村の数 | 人口   | 色 | 地図 |
| ------ | ------------------ | ---------- | ------ | ------ | -- | ---- |
| 1.★    | パーククレット     | ปากเกร็ด    | 5      | 35,983 |    |      |
| 2.★    | バーンタラート     | บางตลาด    | 10     | 44,355 |    |      |
| 3.★    | バーンマイ         | บ้านใหม่     | 6      | 35,678 |    |      |
| 4.★    | バーンプート       | บางพูด      | 9      | 62,889 |    |      |
| 5.     | バーンタナイ       | บางตะไนย์   | 5      | 7,172  |    |      |
| 6.     | クローンプラウドム | คลองพระอุดม | 6      | 6,870  |    |      |
| 7.     | ターイット         | ท่าอิฐ       | 10     | 18,621 |    |      |
| 8.     | コクレット         | เกาะเกร็ด   | 7      | 5,624  |    |      |
| 9.     | オームクレット     | อ้อมเกร็ด    | 6      | 5,563  |    |      |
| 10.    | クローンコーイ     | คลองข่อย    | 12     | 10,195 |    |      |
| 11.    | バーンプラップ     | บางพลับ     | 5      | 12,184 |    |      |
| 12.★   | クローンクルア     | คลองเกลือ   | 4      | 9,958  |    |      |